# Bagaran
Bagaran  (en idioma armenio: Բագարան) fue una ciudad de la Antigua Armenia, fundada durante el reinado de la dinastía Oróntida. Es una de las capitales históricas de Armenia.

## Historia

### Antigua y medieval
Según el historiador armenio Movses Khorenatsi, Bagaran fue fundada durante el siglo III a. C. por rey Orontes IV de Armenia.  Rápidamente se convirtió en el centro religioso de Armenia, en sustitución de Armavir como el sitio espiritual principal de los templos paganos de los oróntidos. Después de que caída de la dinastía Oróntida y el ascenso de la dinastía artáxida, el rey Artaxias I de Armenia  movió todos los monumentos paganos de Bagaran y los reubicó en su capital de nueva construcción de Artashat, fundada en el año 176 a. C.
Durante la segunda mitad del siglo VI, Bagaran junto con todo el cantón de Arsharunik se convirtió en propiedad de los príncipes Kamsarakan príncipes. La Iglesia de San Teodoro se construyó entre los años 624 y 631, convirtiéndose en uno de los principales puntos de referencias de Bagaran. Las inscripciones en la iglesia de San Teodoro de Bagaran se encuentran en la parte exterior de todo el edificio, a partir de la cara norte del ábside occidental y recorriendo a través del norte, en las caras orientales y del sur.
La dinastía Bagratuni se hizo cargo de la ciudad durante el siglo VIII. En el 895, después del establecimiento del reino de Armenia, Bagaran se convirtió en la capital de una Armenia independiente bajo el rey Ashot I. Su sucesor Smbat I trasladó la capital a Shirakavan en el 890. Bajo la dinastía Bagratuni, Bagaran siguió siendo uno de los centros más prósperos del reino armenio. Muchos miembros de los gobernantes Bagratuni, incluido Ashot I, fueron enterrados en Bagaran.
Sin embargo, en el año 1045, Bagaran junto con capital Ani fue invadida por los bizantinos bizantinos. En 1064, la ciudad fue atacada y destruida en gran medida por el imperio selyúcida. Durante el siglo XII, el shah Arman se hizo cargo de Bagaran. En 1211, la ciudad fue gobernada brevemente por los príncipes Zakarid de Armenia antes de ser invadida por el imperio mongol en 1236. En 1394, Bagaran fue finalmente destruida por Tamerlán.